# Poliția Militară a Statului Paraná
Poliția Militară a Statului Paraná (Brazilia) este jandarmeria specializată a statului cu atribuții în menținerea și restabilirea ordinii și liniștii publice, transportul și paza valorilor, bunurilor și materialelor periculoase, cât și paza și apărarea obiectivelor de importanță deosebită.

## Structură
Poliția Militară a Statului Paraná (PMPR) este structurată în batalioane, companie și plutone (regiment și escadrone pentru poliția călare).

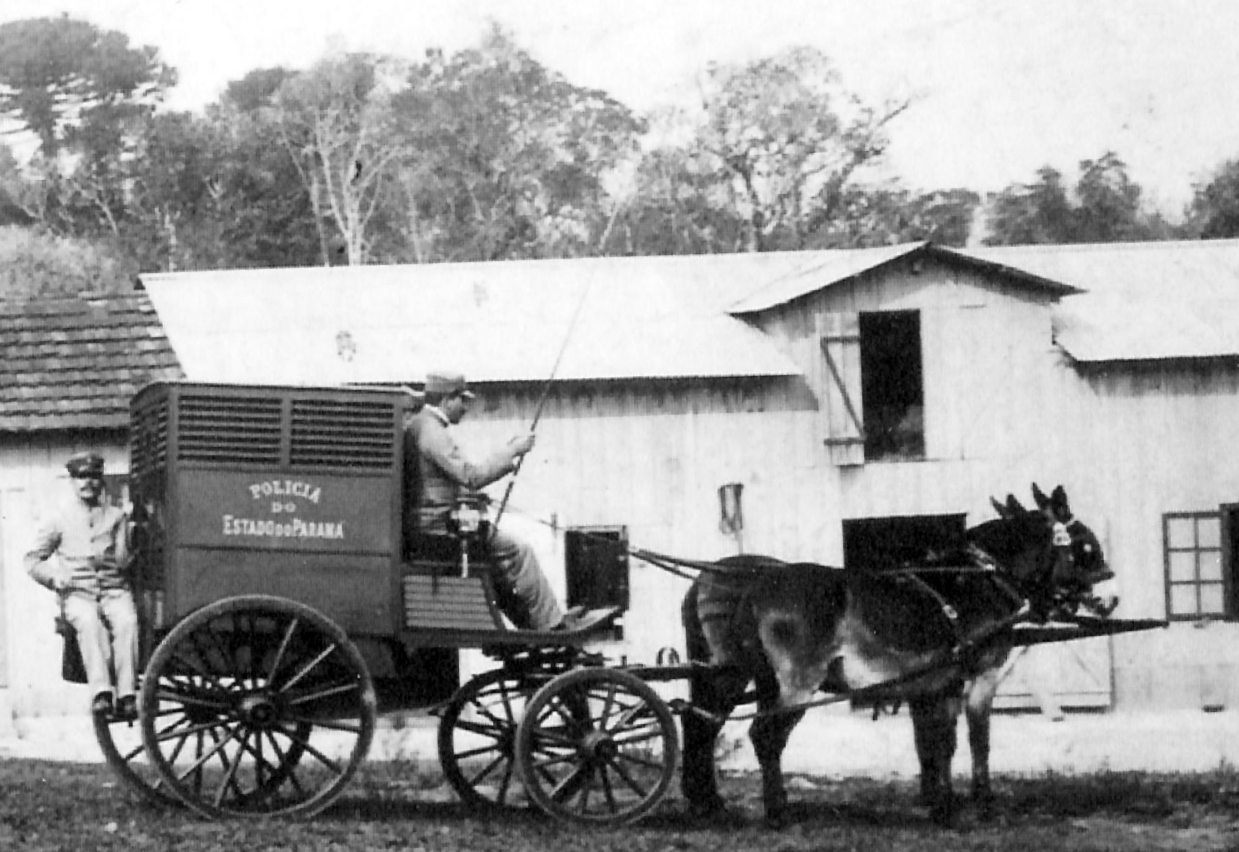
Vehicule de Poliție Militară - 1909.

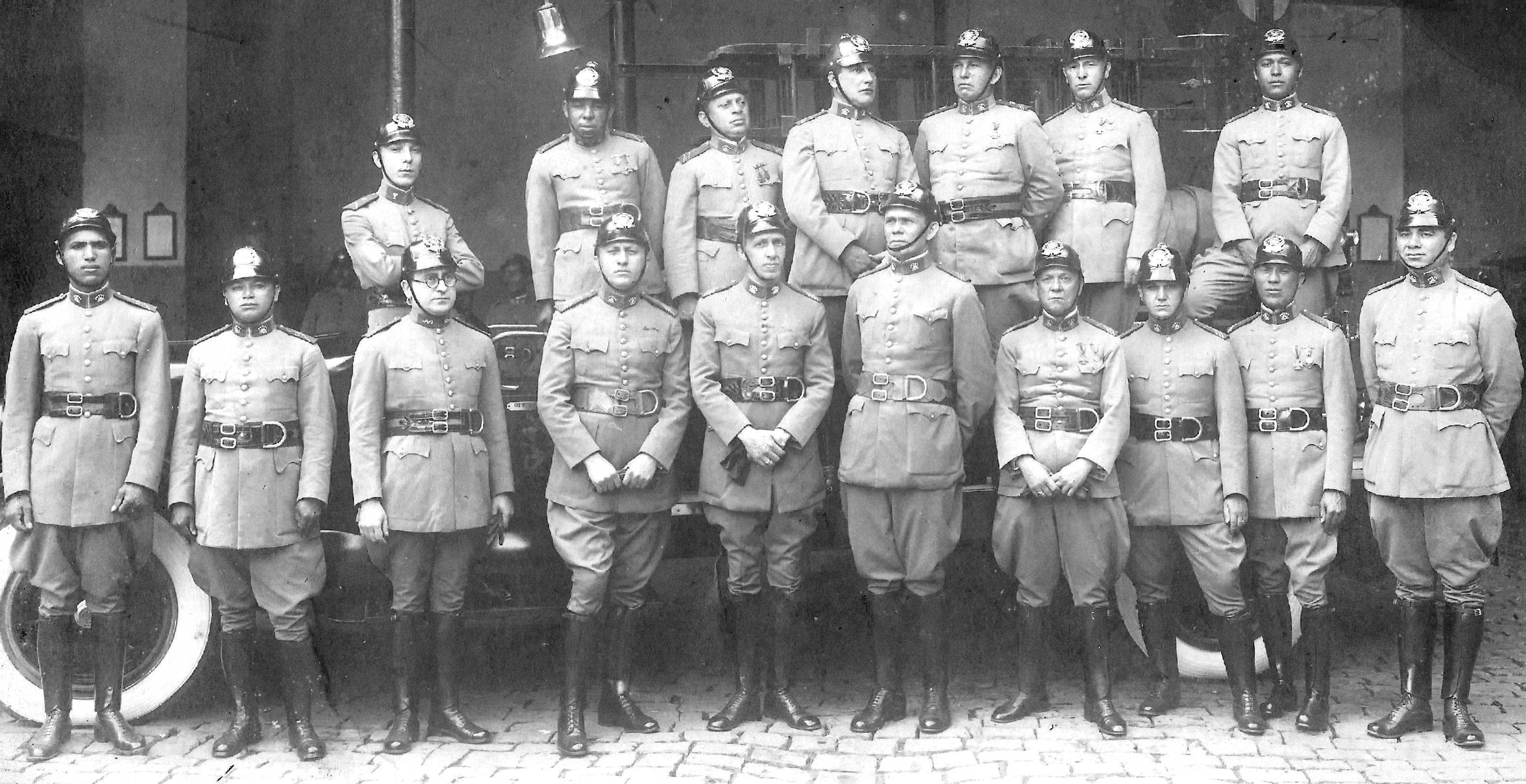
Ofițeri pompierii militari - 1923.

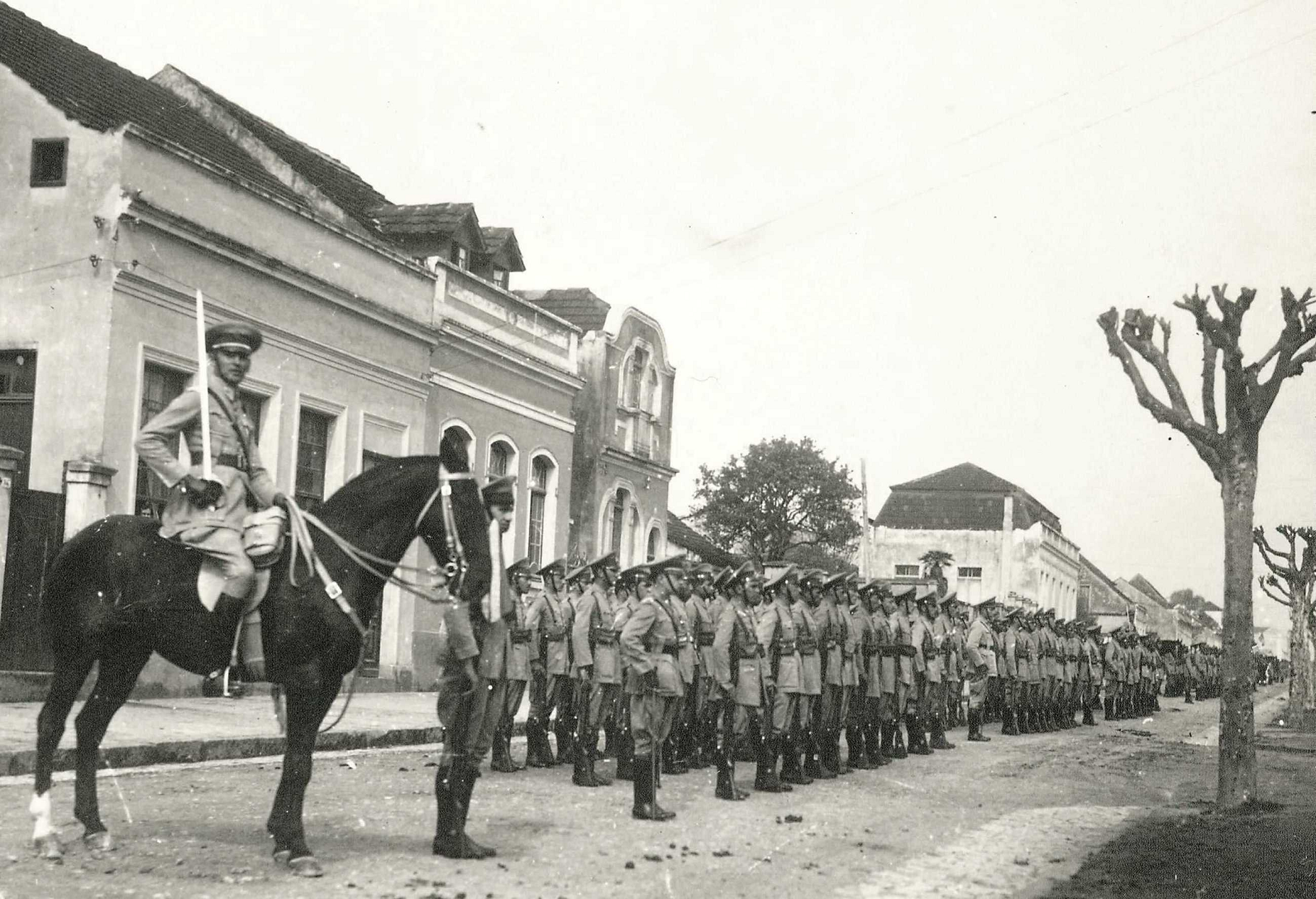
Paradă de Ziua Independenței - 1938.

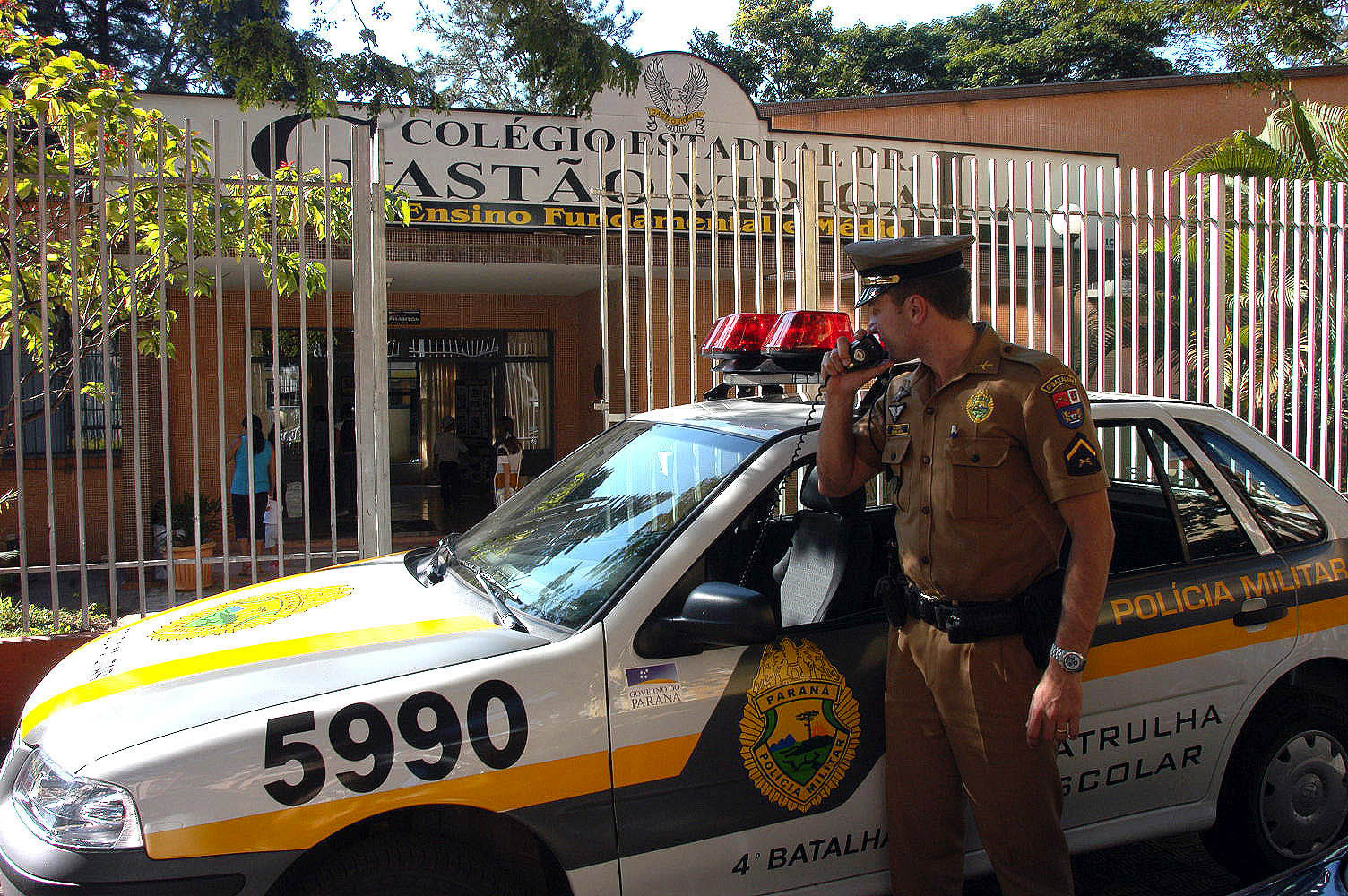
Poliția de securitate în școli - 2008.

- Batalionul 1 de Poliția Militară - Ponta Grossa;
- Batalionul 2 de Poliția Militară - Jacarezinho;
- Batalionul 3 de Poliția Militară - Pato Branco;
- Batalionul 4 de Poliția Militară - Maringá;
- Batalionul 5  de Poliția Militară - Londrina;
- Batalionul 6 de Poliția Militară - Cascavel;
- Batalionul 7 de Poliția Militară - Cruzeiro do Oeste;
- Batalionul 8 de Poliția Militară - Paranavaí;
- Batalionul 9 de Poliția Militară - Paranaguá;
- Batalionul 10 de Poliția Militară - Apucarana;
- Batalionul 11 de Poliția Militară - Campo Mourão;
- Batalionul 12 de Poliția Militară - Curitiba;
- Batalionul 13 de Poliția Militară - Curitiba;
- Batalionul 14 de Poliția Militară - Foz do Iguaçu;
- Batalionul 15 de Poliția Militară - Rolândia;
- Batalionul 16 de Poliția Militară - Guarapuava;
- Batalionul 17 de Poliția Militară - São José dos Pinhais;
- Batalionul 18 de Poliția Militară - Cornélio Procópio;
- Batalionul 19 de Poliția Militară - Toledo;
- Batalionul 20 de Poliția Militară - Curitiba;
- Batalionul 21 de Poliția Militară - Francisco Beltrão;
- Batalionul 22 de Poliția Militară - Colombo;
- Batalionul 23 de Poliția Militară - Curitiba;
  - Companie Independentă 1 de Poliția Militară - Lapa;
  - Companie Independentă 2 de Poliția Militară - União da Vitória;
  - Companie Independentă 3 de Poliția Militară - Telêmaco Borba;
  - Companie Independentă 4 de Poliția Militară - Londrina;
  - Companie Independentă 5 de Poliția Militară - Umuarama;
  - Companie Independentă 6 de Poliția Militară - Ivaiporã;
  - Companie Independentă 7 de Poliția Militară - Arapongas;
  - Companie Independentă 8 de Poliția Militară - Irati.

### Unități speciale
- Regimentul de poliție călare;
- Batalionul de control al traficului;
- Batalionul de securitate rutieră;
- Batalionul de securitate în închisori;
- Batalionul de securitate a naturii;
- Batalionul de securitate în școli;
- Batalionul de securitate a evenimentelor (competiții sportive, festivaluri, strada protest, etc);
- Batalionul special de intervenție;
- Batalionul de Poliția de Frontieră;
  - Compania Independentă de Garda (Palatul Guvernului) (structură independentă).

## Corpul de Pompieri Militar
Pompierii militari sunt o structură militară care se ocupă cu stingerea incendiilor și cu acțiuni de descarcerare.
- 1 Grupul de Pompier - Curitiba;

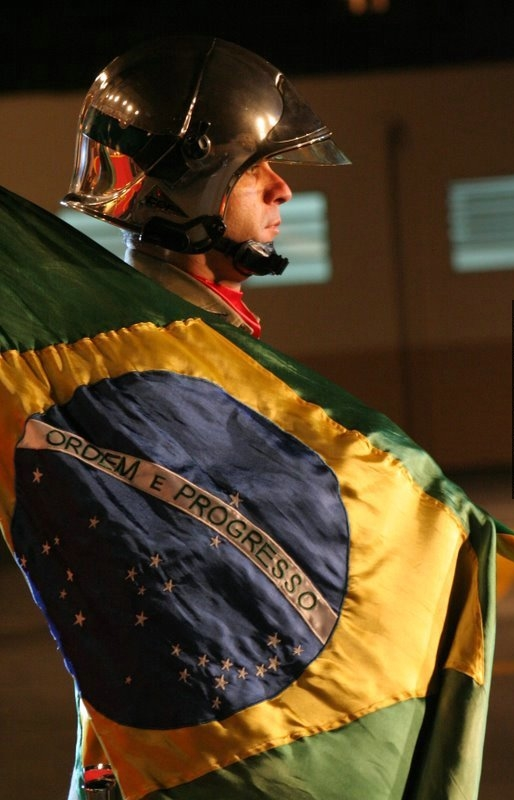

- 2 Grupul de Pompier - Ponta Grossa;
- 3 Grupul de Pompier - Londrina;

- 4 Grupul de Pompier - Cascavel;
- 5 Grupul de Pompier - Maringá;
- 6 Grupul de Pompier - São José dos Pinhais;
- 7 Grupul de Pompier - Curitiba;
- 8 Grupul de Pompier - Paranaguá;
- 9 Grupul de Pompier - Foz do Iguaçu;
- 1 Independent Subgrupul de Pompier - Ivaiporã;
- 2 Independent Subgrupul de Pompier - Pato Branco;
- 3 Independent Subgrupul de Pompier - Francisco Beltrão;
- 4 Independent Subgrupul de Pompier - Apucarana;
- 5 Independent Subgrupul de Pompier - Guarapuava;
- 6 Independent Subgrupul de Pompier - Umuarama.

### Vehicule de pompieri

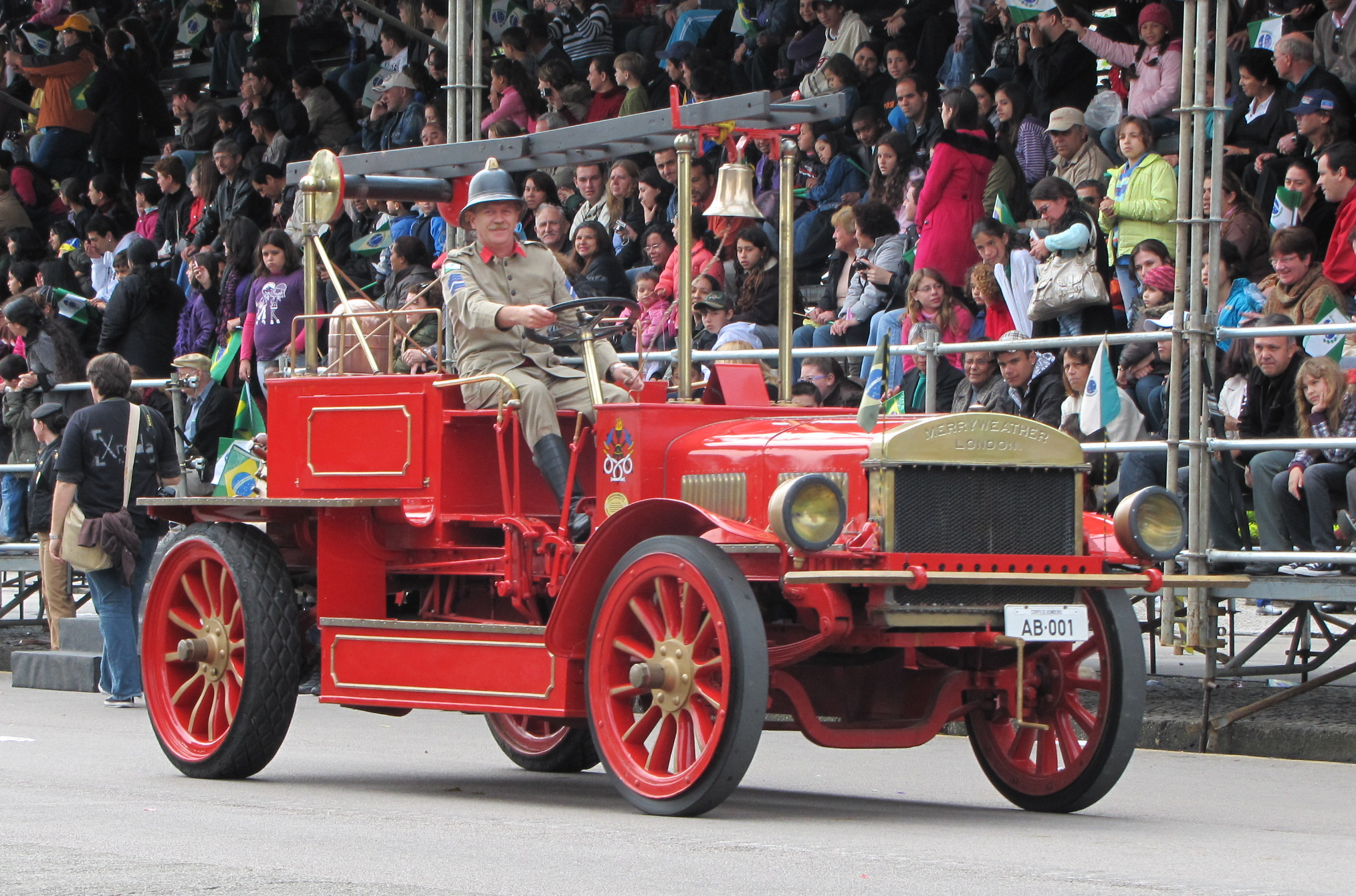
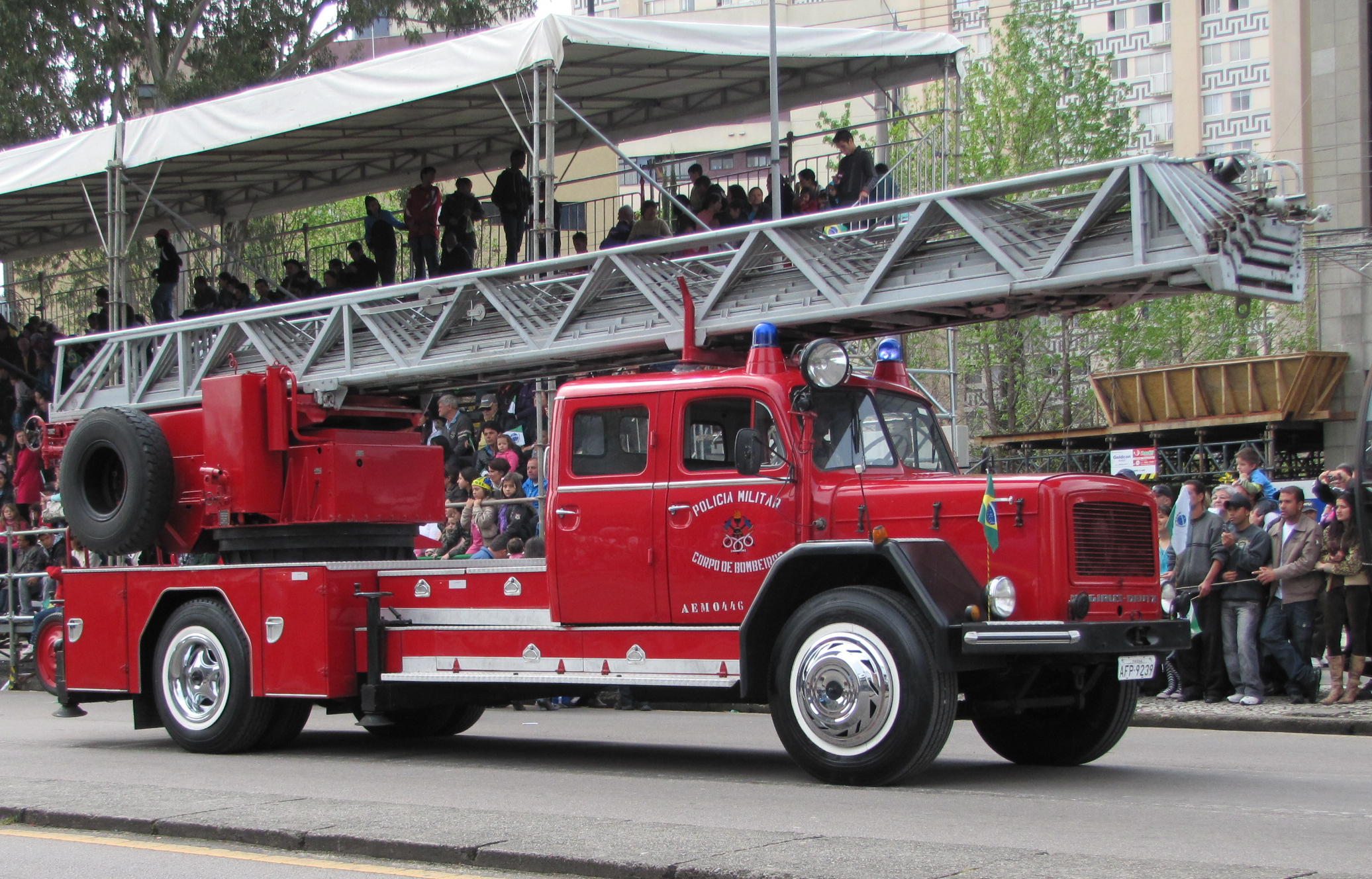
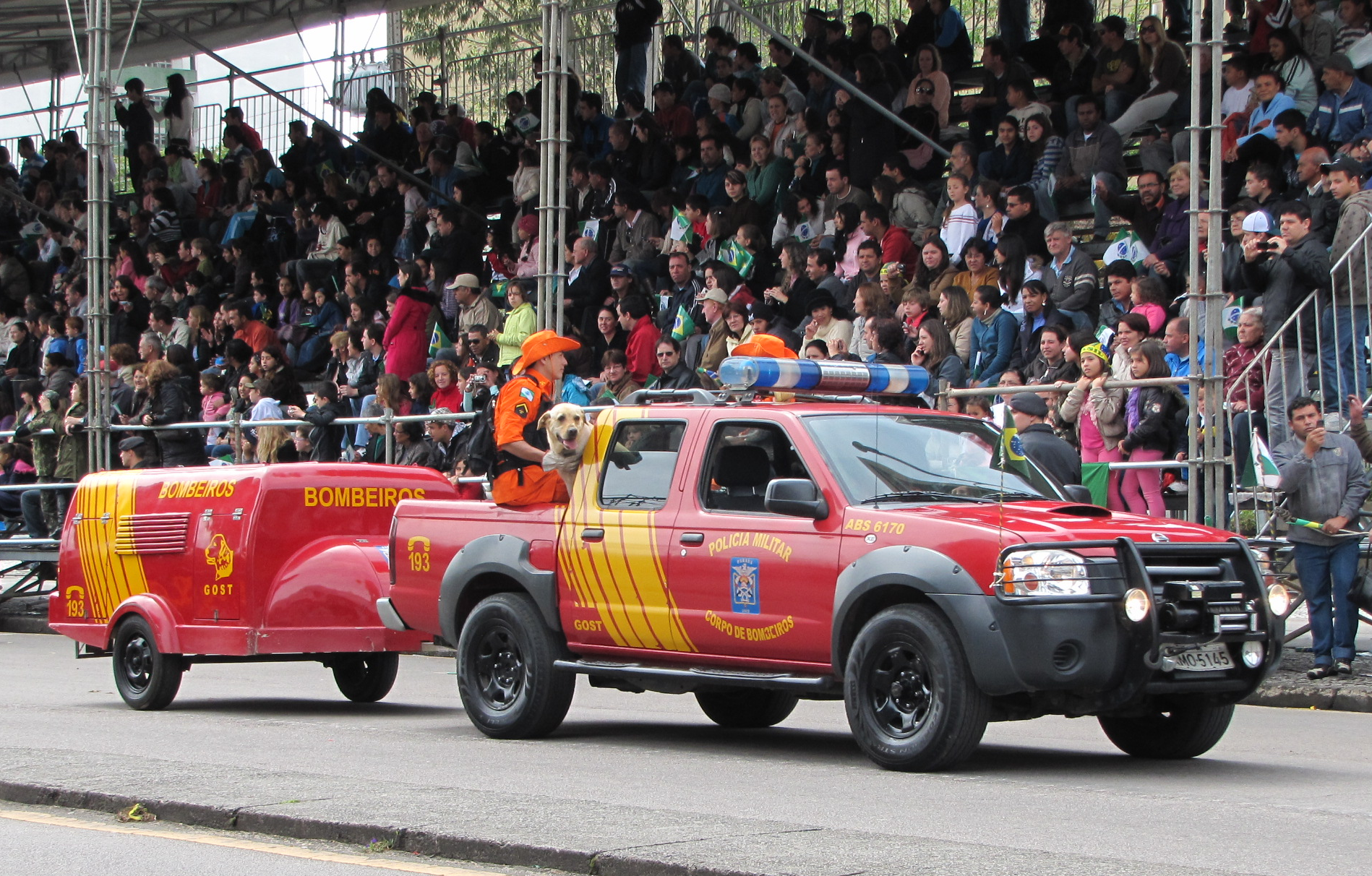
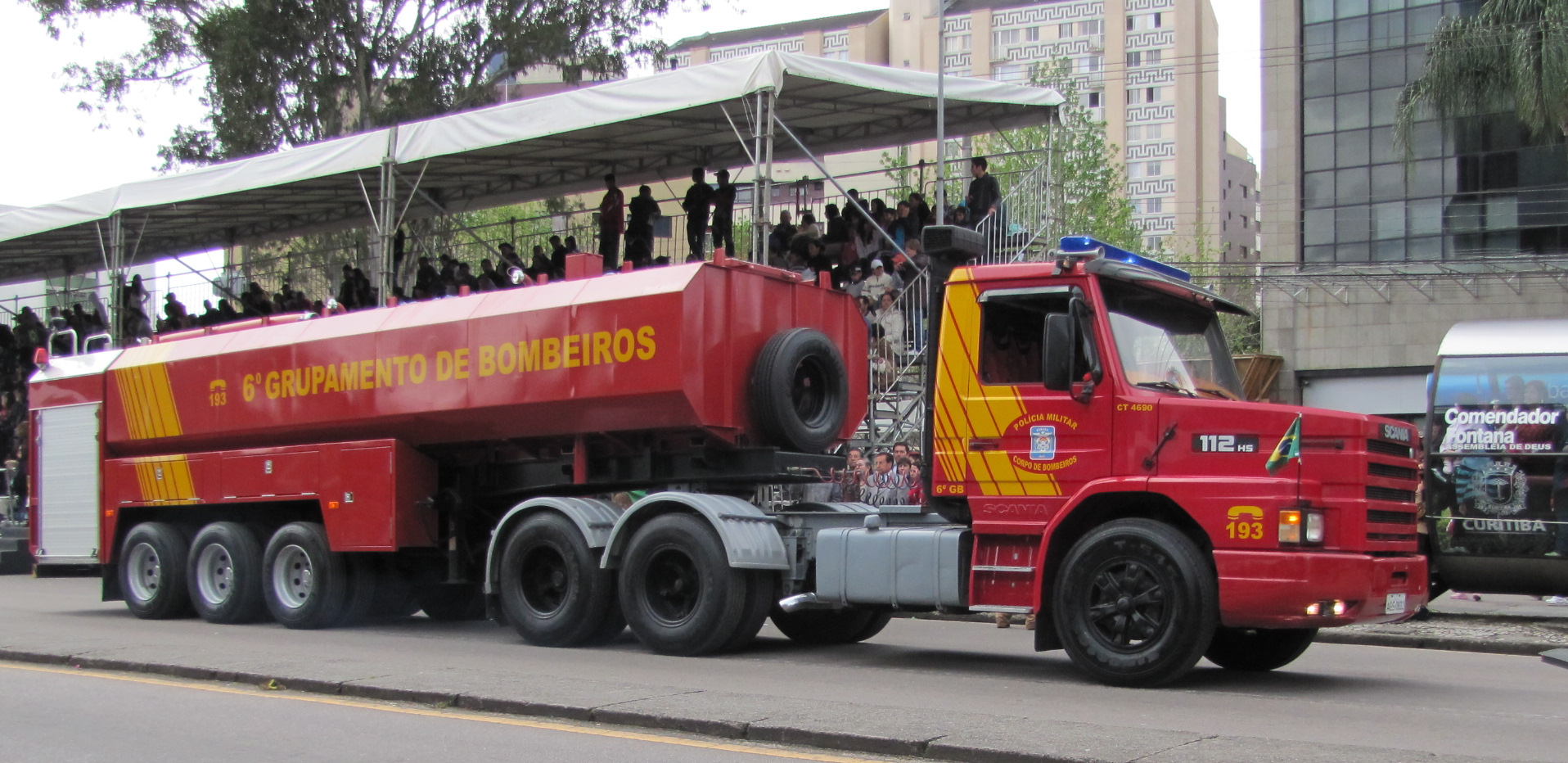
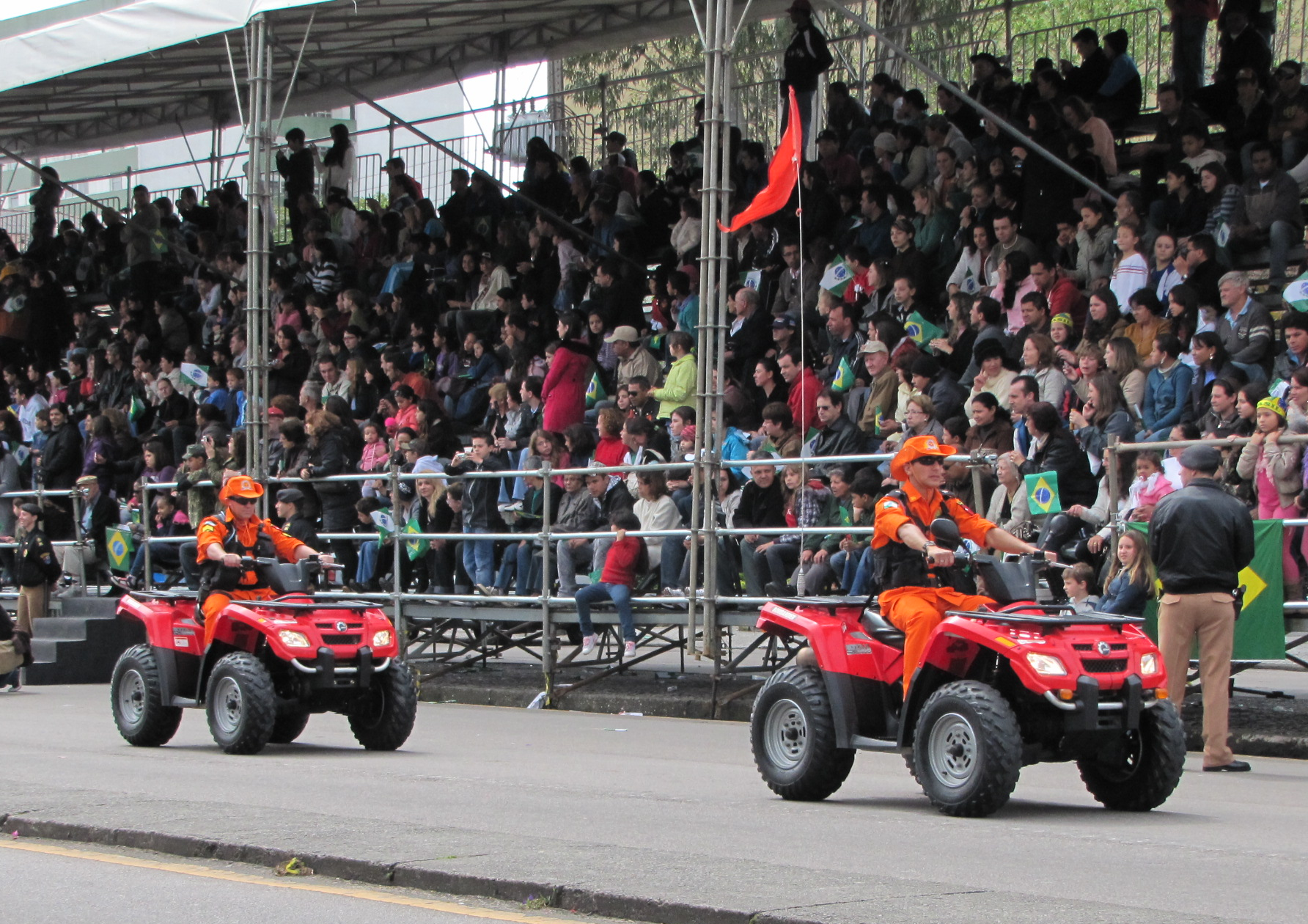
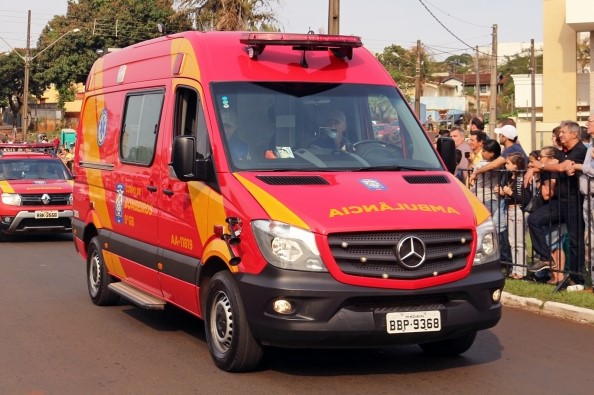
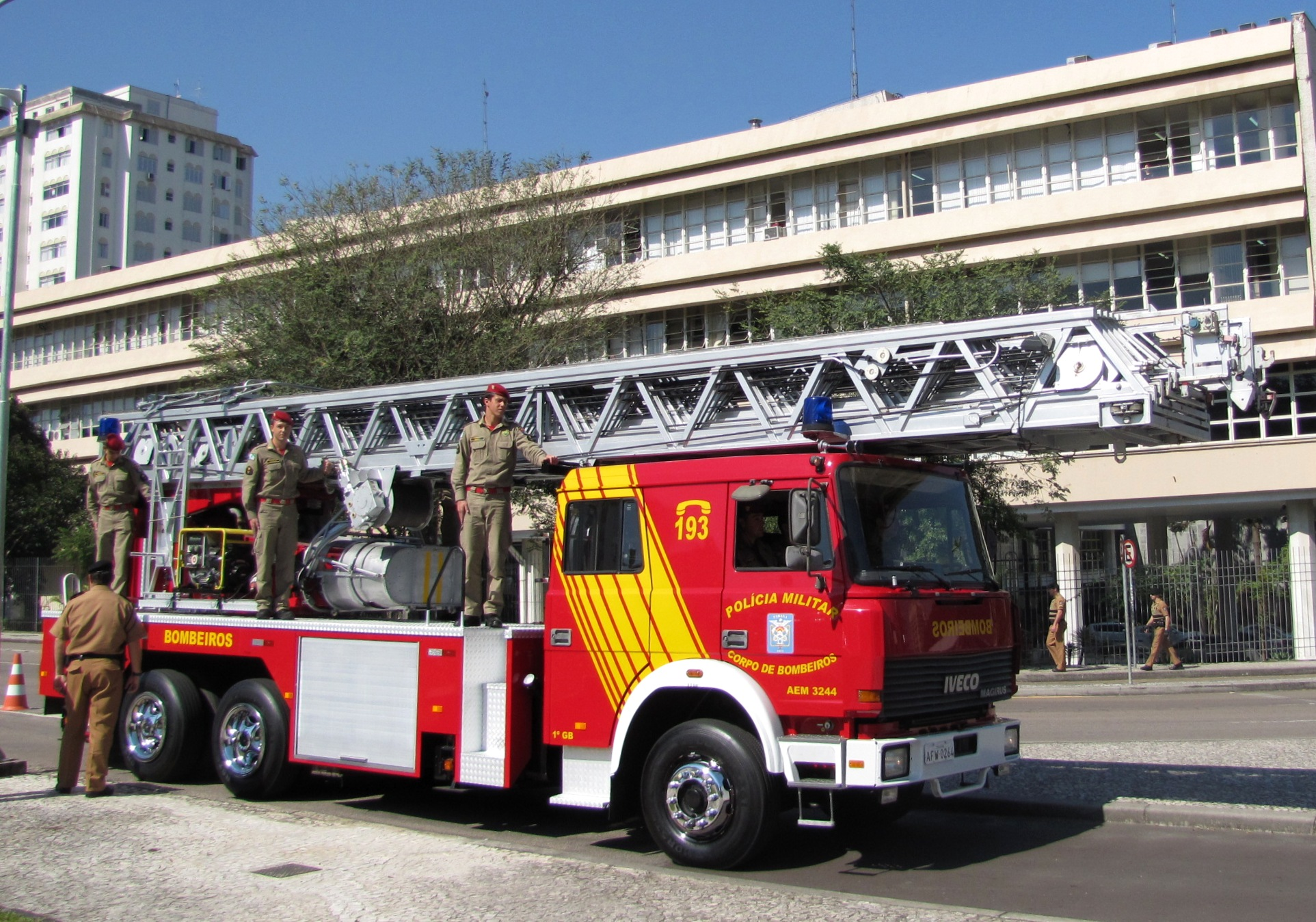
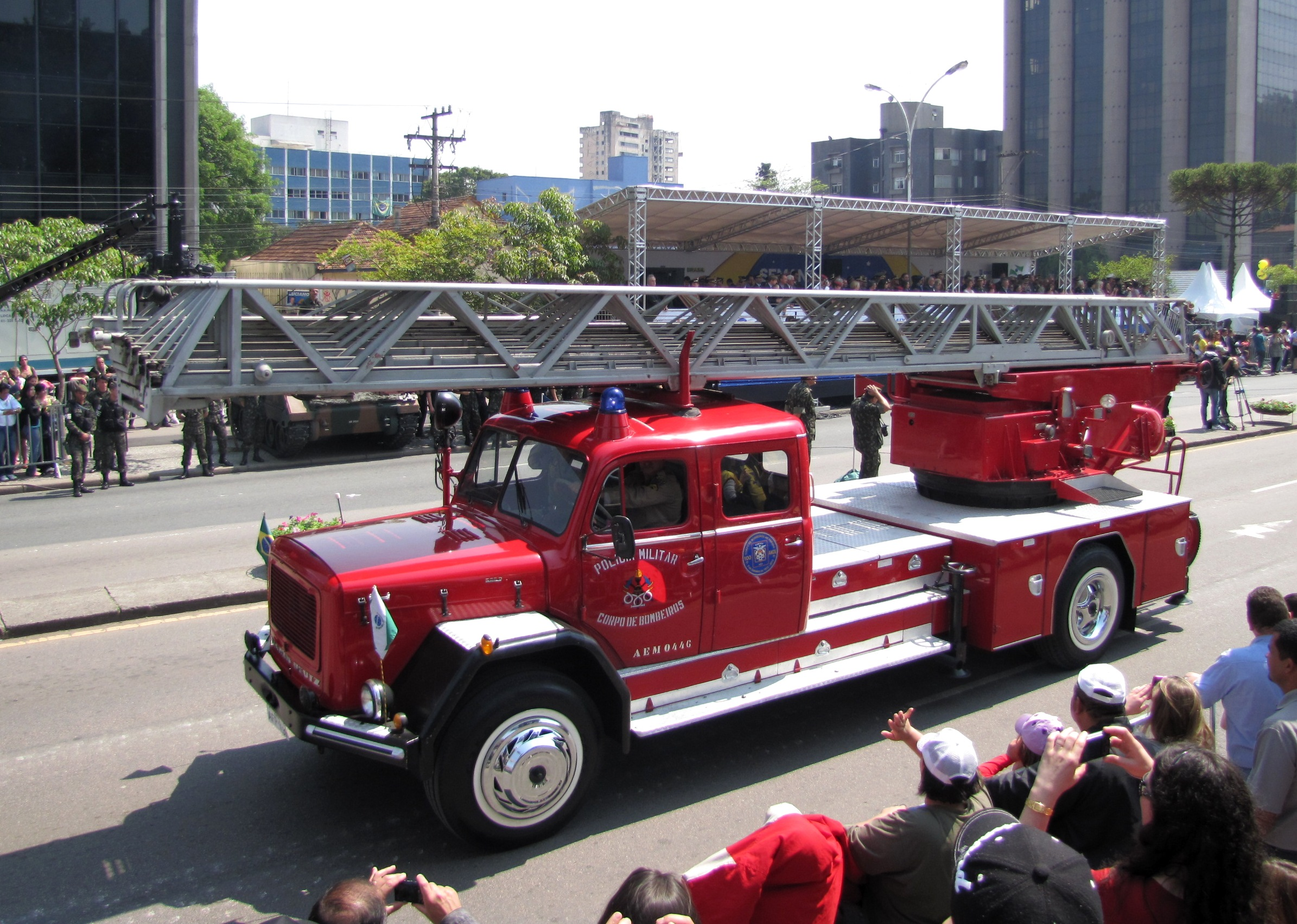
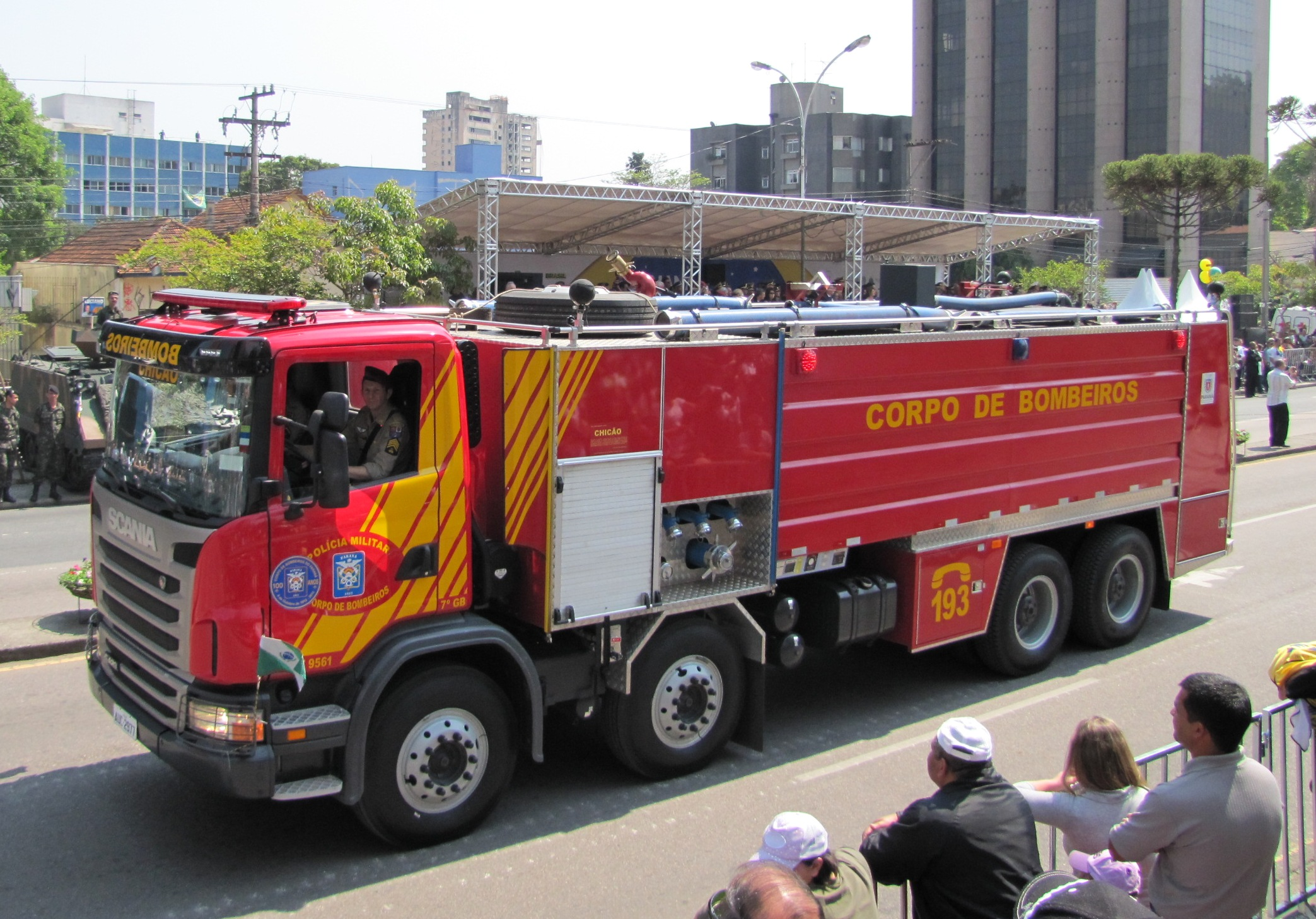
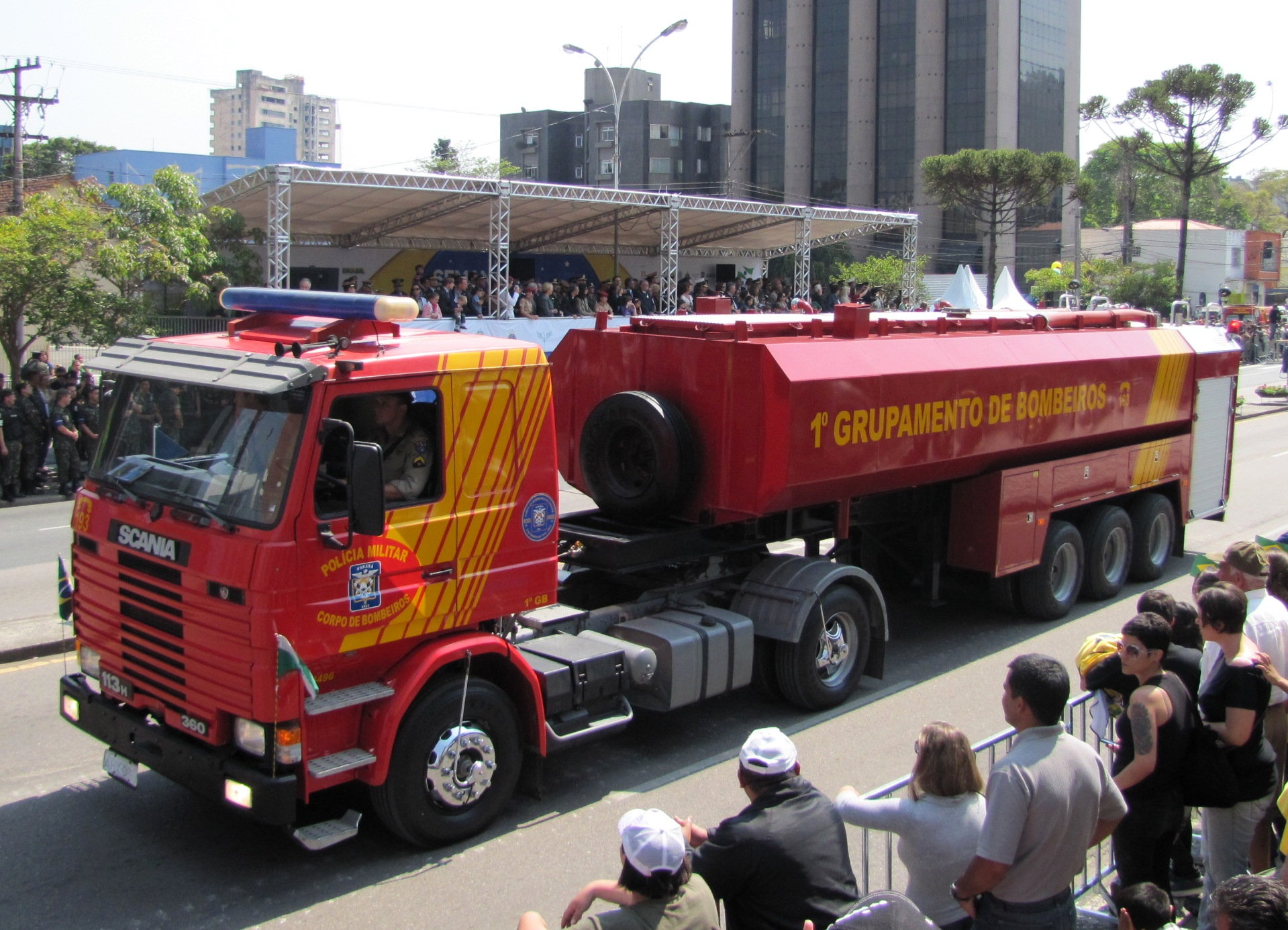
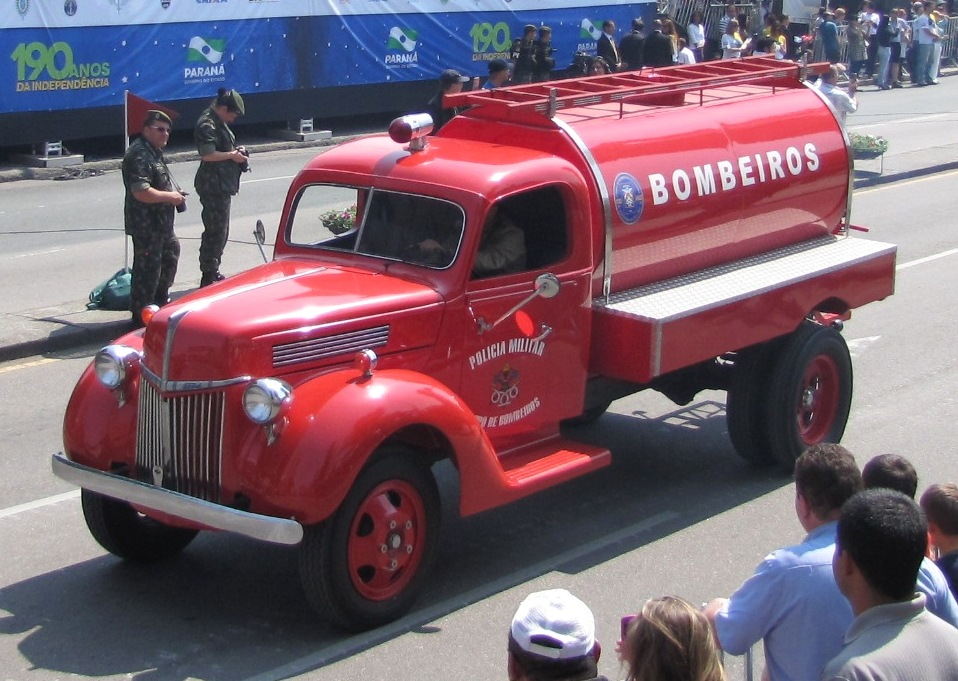
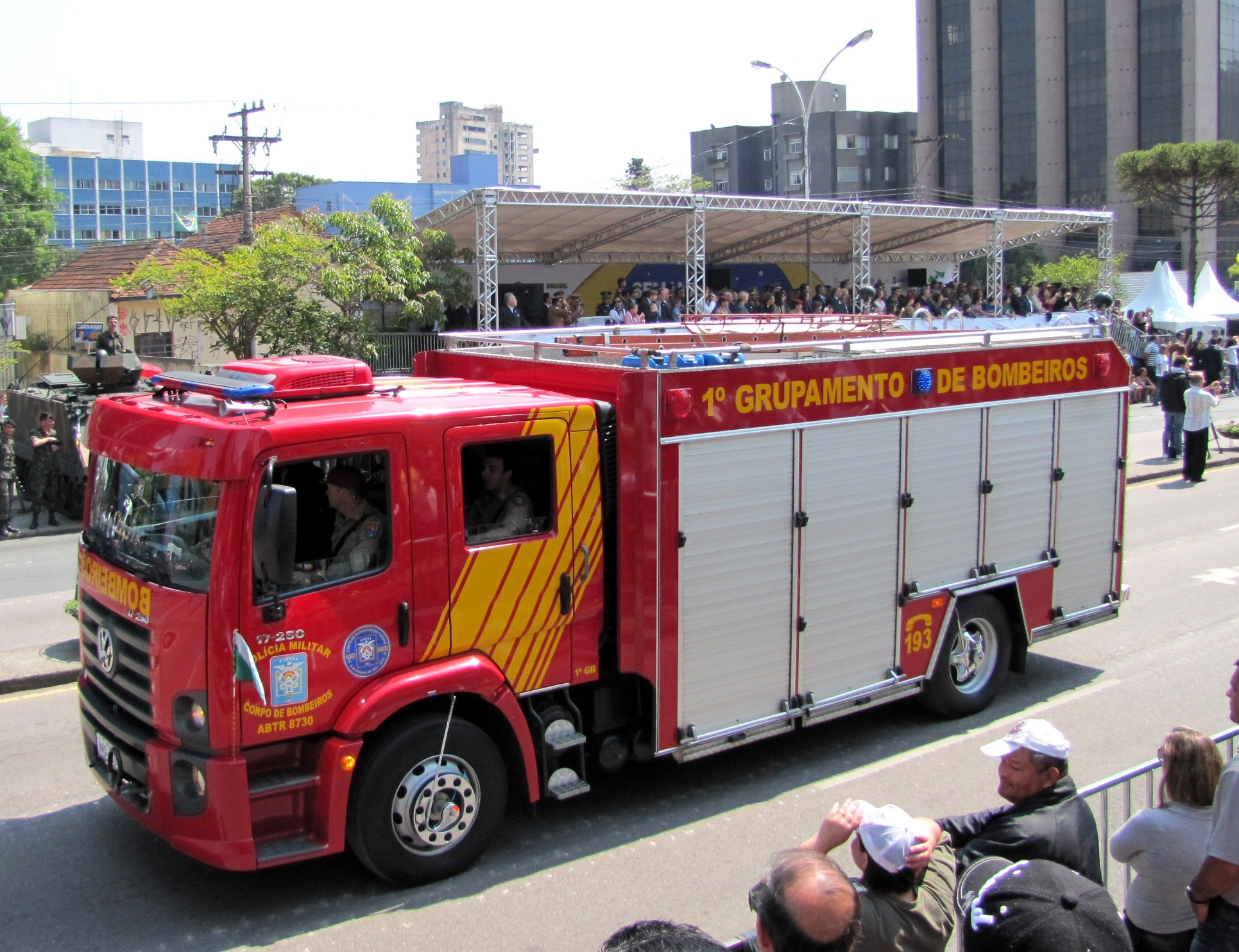

## Grade
| Colonel | Locotenent-colonel | Maior | Căpitan | 1 Locotenent | 2 Locotenent | Aspirant | Sublocotenent |
| ------- | ------------------ | ----- | ------- | ------------ | ------------ | -------- | ------------- |
|         |                    |       |         |              |              |          |               |

| 1 Sergent | 2 Sergent | 3 Sergent | Caporal | Soldați |
| --------- | --------- | --------- | ------- | ------- |
|           |           |           |         |         |